# Gare de Ruffec
La gare de Ruffec est une gare ferroviaire française de la ligne de Paris-Austerlitz à Bordeaux-Saint-Jean, située sur le territoire de la commune de Ruffec, dans le département de la Charente, en région Nouvelle-Aquitaine.
Elle est mise en service en 1853, par la Compagnie du chemin de fer de Paris à Orléans.
C'est une gare de la Société nationale des chemins de fer français (SNCF), desservie par des trains régionaux du réseau TER Nouvelle-Aquitaine.

## Situation ferroviaire
Établie à 108 mètres d'altitude, la gare de Ruffec est située au point kilométrique (PK) 402,115 de la ligne de Paris-Austerlitz à Bordeaux-Saint-Jean, entre les gares ouvertes de Saint-Saviol et de Luxé. Vers Saint-Saviol, s'intercalent les gares fermées de Chauffour et de Voulême, et, vers Luxé, celle également fermée de Salles - Moussac. Ancienne gare de bifurcation, elle était l'origine de la ligne de Ruffec à Roumazières-Loubert (déclassée), et l'aboutissement — au PK 76,5 — de la ligne d'Aiffres à Ruffec (également déclassée).
Elle dispose de trois voies de passage, qui desservent un quai latéral et un quai central, et de voies de service. Sur les voies principales de la ligne Paris – Bordeaux, la vitesse limite de traversée de cette gare est de 200 km/h.

## Histoire
La station de Ruffec est mise en service le 18 juillet 1853 par la Compagnie du chemin de fer de Paris à Orléans (PO), lorsqu'elle ouvre à l'exploitation la section de Poitiers à Angoulême de sa ligne de Paris à Bordeaux. La station est établie sur la bordure nord-ouest de la ville.
À la suite du plan Freycinet, sont mises en service les lignes Ruffec – Niort, en 1885, qui desservait Villefagnan et Chef-Boutonne, et Ruffec – Roumazières, en 1911, qui desservait Champagne-Mouton et Saint-Claud.
En 2004, la gare est de nouveau desservie par le TGV, après une première suppression des arrêts sur la liaison Paris-Montparnasse – Bordeaux. Ces arrêts sont une deuxième fois supprimés lors de la mise en service de la LGV Sud Europe Atlantique, le 2 juillet 2017. Les élus locaux souhaitent le retour du TGV à partir de décembre 2017, arguant l'importance de cette desserte pour le bassin de vie ; néanmoins, ce souhait ne semble pas réalisable par la SNCF, qui ne restaure pas la desserte TGV à ladite date.

## Fréquentation
De 2015 à 2023, selon les estimations de la SNCF, la fréquentation annuelle de la gare s'élève aux nombres indiqués dans le tableau ci-dessous.
| Année     | 2015   | 2016   | 2017   | 2018   | 2019   | 2020   | 2021   | 2022   | 2023   |
| --------- | ------ | ------ | ------ | ------ | ------ | ------ | ------ | ------ | ------ |
| Voyageurs | 96 835 | 89 498 | 85 212 | 70 610 | 73 937 | 53 148 | 67 510 | 80 719 | 87 227 |

## Service des voyageurs

### Accueil
Gare de la SNCF, elle dispose d'un bâtiment voyageurs, avec guichet, ouvert tous les jours. Elle est équipée d'un automate pour l'achat de titres de transport TER.
Un passage souterrain permet la traversée des voies et l'accès aux quais. Pour une meilleure accessibilité de la gare, opérationnelle au début de 2022, notamment pour les personnes à mobilité réduite, une passerelle de 22 mètres équipée de deux escaliers et de deux ascenseurs relie les quais en enjambant les voies 1 et 2. La hauteur des quais, relevée de 55 cm donne un accès direct de niveau avec le plancher des rames. De nouveaux abris voyageurs plus spacieux apportent un meilleur confort, tout comme l'éclairage des quais, leur sonorisation et information visuelle en temps réel par des écrans de nouvelle génération.

### Desserte
Ruffec est desservie par des trains du réseau TER Nouvelle-Aquitaine, sur la relation Poitiers – Angoulême. Certains trains poursuivent jusqu’à Châtellerault.

### Intermodalité
Un parking est aménagé à ses abords.

## Cinéma et hommage
On peut rapidement voir la gare de Ruffec dans le film Le Dîner de cons de Francis Veber, au tout début du film quand François Pignon (Jacques Villeret) discute dans le TGV Atlantique avec Jean Cordier (Edgar Givry), ami de Pierre Brochant.
La motrice CC 6520, unité de la série CC 6500 à la livrée Voiture Grand Confort ayant tracté à 200 km/h certains rapides classés comme Trans-Europ-Express sur les axes principaux sud-ouest et sud du réseau électrifié en courant continu sous 1 500 volts, présentait depuis le 31 mai 1975, au milieu de ses flancs le blason de la ville de Ruffec, durant une bonne partie de ses 34 ans de circulation. Depuis sa radiation le 30 décembre 2004, son blason « RUFFEC » est affiché sur la BB 26116, de couleur grise, affectée au service du fret.